# 撤回 (法律)
撤回（英語：revoke）是指表意人發出意思表示之後，在受到法律拘束前將其撤回，而依法得撤回的权利即稱作撤回權。這時該意思表示尚未到達相對人而未生效，亦未有法律关系的發生，因此不存在效力溯及既往與否的問題。

## 定義
當表意人向某個對象發出意思表示時，若以能否與該對像直接溝通為標準來區分，可以區分為「對話的意思表示」與「非對話的意思表示」；又所謂「對話」並不以語言為限，以手語、旗語、網路等方式為之皆可，重點在於雙方當事人可以立即反映對方的提問與回答
。若雙方不能立即溝通，法律上就會認為是以「非對話」的方式溝通。
民法通常僅在「非對話意思表示」的情形允許表意人有反悔的餘地，亦即其撤回意思表示的通知。例如《中华人民共和国民法总则》即規定，同時或先於其所發出之意思表示到達相對人時，可以讓該原本發出的意思表示失其效力；中華民國的《民法·總則編》第95條亦有類似規定。

## 與「撤銷」的區別
「撤回」與「撤銷」在民法上是不同的概念，前者是在意思表示已成立但尚未受到拘束時予以收回，並未有法律效力的產生；而後者則是意思表示有瑕疪時，准許表意人在法律行為已經生效的情形下，將其所發出的意思表示收回，並溯及到成立前的狀態，因此撤銷本身就是一個「意思表示」。 